# Ottmar Hollmann
Ottmar Hollmann (* 12. September 1915 in Westfalen; † 6. August 2005) war ein deutscher Bildhauer und Grafiker.

## Leben

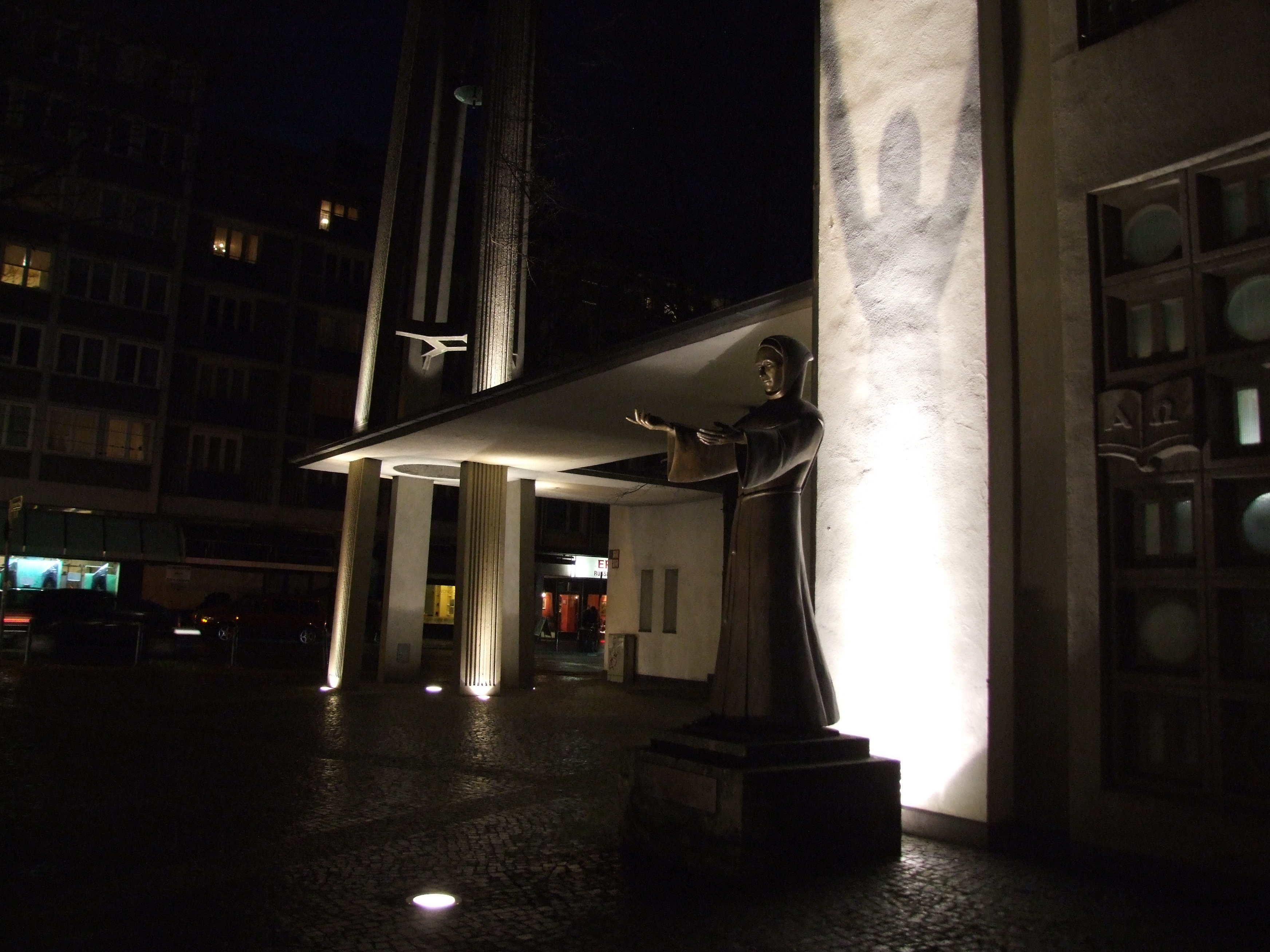
Statue Heiliger Franziskus (1957) noch am ersten Standplatz vor der ehemaligen Franziskaner-Klosterkirche St. Antonius, Düsseldorf 2008 (2024 nach Abriss des Klosters in der Nähe neu aufgestellt).

Hollmann wurde von Ernst Morwitz an Stefan George und dessen Kreis herangeführt. Zu seinen frühen künstlerischen Freunden gehörte der Maler und Grafiker Erich Heckel, mit dem er über viele Jahre eine briefliche Korrespondenz pflegte.
Als Flugzeugführer im Kampfgeschwader 26 der Luftwaffe nahm Hollmann am Zweiten Weltkrieg teil. Bei einem am 15. Juli 1940 im südnorwegischen Kristiansand gestarteten Einsatz über Großbritannien erhielt sein Kampfflugzeug vom Typ Heinkel He 111H-3 mit der Geschwaderkennung 1H+EK etliche Treffer. Zwar gelang es Oberleutnant Hollmann und seiner Mannschaft noch, dem Gegenangriff von Spitfire-Jägern zu entkommen, doch war eine Notwasserung in der Nordsee, 24 km östlich von Peterhead, nicht zu vermeiden. Dort wurden die vier überlebenden der ursprünglich fünf Besatzungsmitglieder nach zwei bis drei Tagen in ihrem Rettungsboot von schottischen Fischern entdeckt. Hollmann gelangte so in Kriegsgefangenschaft, die er schließlich in Kanada zubrachte. Als Kriegsgefangener erhielt er am 1. Oktober 1941 die Beförderung zum Hauptmann.
Nach der Kriegsgefangenschaft siedelte er sich in Düsseldorf an und arbeitete als Bildhauer und Grafiker, zuletzt als Bewohner der Künstlersiedlung in Golzheim. Zu seinem Werk zählt eine Reihe von monumentalen Skulpturen, die er für Verkehrskreisel der saudi-arabischen Stadt Dschidda entworfen hat. Durch einen in das Stadtverschönerungsprogramm involvierten deutschen Landschaftsarchitekten war der Bürgermeister Dschiddas, Mohamed Said Farsi (1937–2019), auf den Künstler aufmerksam geworden.

## Werke (Auswahl)

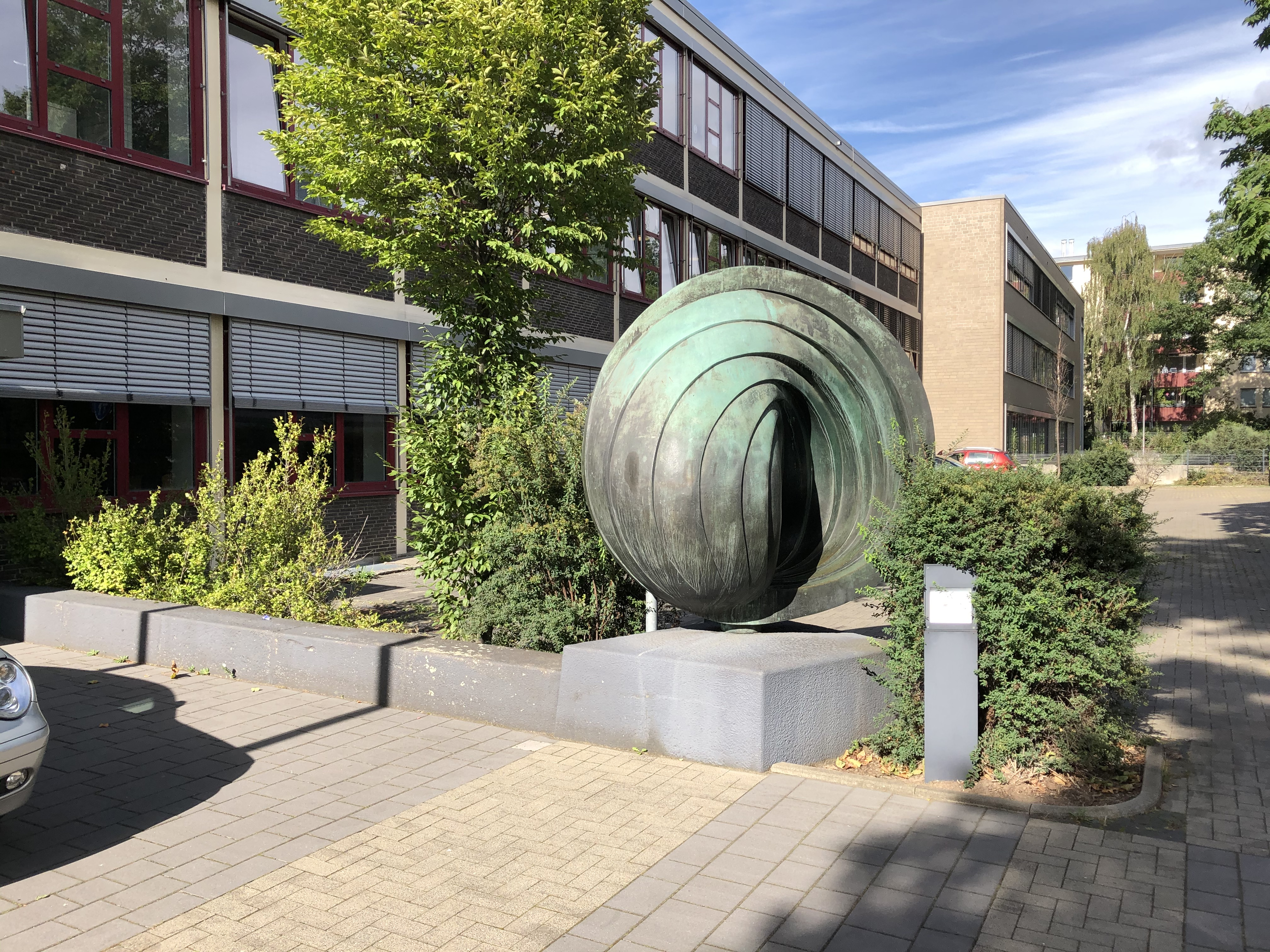
Sieben Lebensringe, Justus-von-Liebig-Realschule, Düsseldorf-Derendorf

- Bronzereliefs am „Hungertürmchen“ der ehemaligen Abtei Düsselthal, Düsseldorf
- Heiliger Franziskus, Bronzestatue vor St. Antonius (Düsseldorf-Stadtmitte), 1957
- Lebensknospe, Betonskulptur, Graf-Recke-Straße, Düsseldorf, 1963[9]
- Sieben Lebensringe, Bronzeskulptur, Justus-von-Liebig-Realschule, Düsseldorf, 1964/1965[10]
- Karlshofbrunnen in Aachen, 1969
- Cosmos, 44 Meter hohe Skulptur aus Stahl und Aluminium für einen Verkehrskreisel in Dschidda, Saudi-Arabien[11]
- Large Ball Bearing, Skulptur aus legiertem Gusseisen für einen Verkehrskreisel in Dschidda, Saudi-Arabien[12]